# Христофи, Димитрис
Димитрис Христофи (греч. Δημήτρης Χριστοφή; род. 28 сентября 1988 или 29 сентября 1988, Паралимни, Фамагуста) — кипрский футболист, вингер клуба «Этникос».

## Клубная карьера
Во взрослом футболе дебютировал в 2005 выступлениями за «Онисилос», в котором провёл два сезона, играя во втором дивизионе Кипра и приняв участие в 36 матчах чемпионата.
В течение сезона 2007/08 защищал цвета команды «Эносис».
Своей игрой за последнюю команду привлёк внимание представителей тренерского штаба клуба «Омония», в состав которого присоединился в 2008 году. Этот переход является рекордным для кипрского футбола по сумме сделки — 1 миллион евро. Сыграл за никосийскую команду следующие пять сезонов. Большинство времени, проведённого в составе «Омонии», был основным игроком атакующей звена команды и помог команде стать чемпионом Кипра, а также по два раза выигрывать национальный кубок и суперкубок.
В состав швейцарского клуба «Сьон» присоединился в 2013 году. И помог клубу в 2015 году стать обладателем национального кубка.
В 2015 году вернулся в «Омонию».
31 января 2020 года стал игроком клуба «Анортосис».

## Карьера за сборную
Дебют за национальную сборную Кипра состоялся 19 мая 2008 года в товарищеском матче против сборной Греции (1:6). Всего за сборную Христофи провёл 53 матча и забил 8 голов.

### Голы за сборную
| #  | Дата            | Место                                                            | Соперник             | Счёт | Результат | Турнир                  |
| -- | --------------- | ---------------------------------------------------------------- | -------------------- | ---- | --------- | ----------------------- |
| 1. | 19 ноября 2008  | ГСП, Никосия, Кипр                                               | Беларусь             | 1-0  | 2-1       | Товарищеский матч       |
| 2. | 28 марта 2009   | Антонис Пападопулос, Ларнака, Кипр                               | Грузия               | 2-1  | 2-1       | Квалификация на ЧМ 2010 |
| 3. | 11 ноября 2011  | Антонис Пападопулос, Ларнака, Кипр                               | Шотландия            | 1-2  | 1-2       | Товарищеский матч       |
| 4. | 9 сентября 2014 | Билино Поле, Зеница, Босния и Герцеговина                        | Босния и Герцеговина | 1-1  | 1-2       | Квалификация на ЧЕ 2016 |
| 5. | 9 сентября 2014 | Билино Поле, Зеница, Босния и Герцеговина                        | Босния и Герцеговина | 1-2  | 1-2       | Квалификация на ЧЕ 2016 |
| 6. | 16 ноября 2014  | ГСП, Никосия, Кипр                                               | Андорра              | 5-0  | 5-0       | Квалификация на ЧЕ 2016 |
| 7. | 22 марта 2017   | ГСП, Никосия, Кипр                                               | Казахстан            | 3-1  | 3-1       | Товарищеский матч       |
| 8. | 31 августа 2017 | ГСП, Никосия, Кипр                                               | Босния и Герцеговина | 1-2  | 2-2       | Квалификация на ЧМ 2018 |
| 9. | 28 марта 2023   | Республиканский стадион имени Вазгена Саркисяна, Ереван, Армения | Армения              | 2-2  | 2-2       | Товарищеский матч       |

## Достижения

### «Омония»
- Чемпион Кипра: 2009/10
- Обладатель Кубка Кипра: 2010/11, 2011/12
- Обладатель Суперкубка Кипра: 2010, 2012

### «Сьон»
- Обладатель Кубка Швейцарии: 2014/15

### «Анортосис»
- Обладатель Кубка Кипра: 2020/21